# Френ-фьорд
Френ-фьорд (норв. Frænfjorden) — фьорд муниципалитета Френа в фюльке Мёре-ог-Ромсдал, Норвегия. Фьорд имеет длину около 12 километров. Он тянется от деревни Мальме на востоке до пролива Джульсундет недалеко от острова Госса. На берегах фьорда расположены деревни Мальме, Силте, Элнесвоген, Ауреосен и Торнс. На акватории фьорда имеется множество небольших островов, в том числе острова Вагойя, Форейна, Свиноя и Бойна.
Френ-фьорд представляет собой узкий и неглубокий фьорд, который соединен с более крупным фьордом Romsdalsfjord. Основная часть фьорда простирается с запада на восток примерно на 7 км и имеет ширину около 1 км. Глубины во внутренней части фьорда в обычно не превышают 70 м.
В фьорд ежегодно сбрасывается около 400000 тонн хвостов от переработки известняка, смешанных с технологическими химикатами. Глубина захоронения составляет 40—50 м. Основным компонентом выбрасываемых хвостов является карбонат кальция, со значительной долей очень мелких частиц (31 % менее 2 мкм и 71 % менее 20 мкм). Перед сбросом хвосты, которые содержат некоторое количество остаточной пресной воды, смешиваются с морской водой до конечной концентрации 8 % твердых веществ.
Сбросы начались в 1982 году, а с 1989 года проводится регулярный мониторинг. Особое внимания уделяется качеству воды (мутность, содержание кислород, температура и соленость), качеству отложений и сообществам макрофауны.
В бентосной фауне Френ-фьорда отмечено 272 вида в инфауне и 61 вид в эпифауне . Наиболее многочисленными группами являются кольчатые черви, моллюски, ракообразные и иглокожие.

## Проект INDORSE
В 2018 году исследовательская группа из SINTEF Ocean, SINTEF Digital и Института технической кибернетики NTNU испытала автономные подводные аппараты, измеряющие концентрацию частиц, температуру и солёность воды и др. Для проведения серии экспериментов был выбран Френфьорден в Мёре-ог-Ромсдале, поскольку у этого фьорда есть место, где высвобождаются частицы, и поэтому он может служить испытательной площадкой для оборудования. Технология разработана для мониторинга бурения нефтяных скважин в рисковых районах, для максимального сохранения окружающей среды и минимизации выбросов. Со слов Мортен Омхольт Алвер:
|                     | Det vi skal finne ut er hvordan for eksempel strøm, tidevann, temperatur og saltinnhold i vannet påvirker utslippene. Målet er å få til en sanntids overvåking av hvordan slam og borestøv beveger seg i havet under ulike forhold |  | Мы выясним, как, например, электричество, приливы, температура и содержание соли в воде влияют на выбросы. Цель состоит в том, чтобы в режиме реального времени отслеживать, как шлам и буровая пыль движутся в море при различных условиях, |  |
| Morten Omholt Alver | |  | |  |

 Проект продлится три года.